# Васильев, Всеволод Иванович
Всеволод Иванович Васильев (1926—2019) — советский и российский учёный, доктор юридических наук, профессор.
Специалист по фундаментальным исследованиям в области конституционного права. Автор более 200 научных работ (15 было издано за рубежом), из них 4 монографии и 1 учебное пособие для вузов.

## Биография
Родился 9 июля 1926 года в Курске.

### Образование
В 1950 году окончил юридический факультет Московского государственного университета им. М. В. Ломоносова. Окончив университет, 1953 год обучался в аспирантуре Всесоюзного института юридических наук. В 1954 году под руководством профессора Н. П. Фарберова подготовил и защитил кандидатскую диссертацию на тему «Взаимоотношения высших и местных органов государственной власти государственного управления в советском социалистическом государстве». В 1974 году защитил докторскую диссертацию на тему «Демократический централизм в системе Советов депутатов трудящихся».

### Деятельность
С 1953 по 1959 и с 1987 по 1989 год Васильев работал в аппарате Президиума Верховного Совета СССР. С 1959 по 1987 год работал в редакции журнала «Советы народных депутатов». По совместительству преподавал на юридическом факультете МГУ и в Академии общественных наук при ЦК КПСС (ныне Российская академия государственной службы). С 1989 года работал в Институте законодательства и сравнительного правоведения при Правительстве Российской Федерации, в 1989—1991 годах являлся его директором. При участии В. И. Васильева в Институте была сформирована одна из ведущих научных школ муниципального права Российской Федерации. В последние годы жизни был главным научным сотрудником отдела конституционного права, являлся членом диссертационного совета по докторским диссертациям Института.
Также был руководителем Группы научных консультантов при Президиуме Верховного Совета СССР и заместителем главного редактора журнала «Народный депутат», состоял членом редколлегии «Журнала российского права».
Умер 18 апреля 2019 года в Москве.
Заслуженный деятель науки Российской Федерации, награждён медалями.